# Lala
Lala é um município de  primeira classe de renda municipal (d) na província Lanao do Norte, nas Filipinas. De acordo com o censo de 1 de maio  de  2020 possui uma população de 73 425 pessoas e 17 873 domicílios.